# Podlesie (gmina Słupia)
Podlesie – kolonia w Polsce położona w województwie świętokrzyskim, w powiecie jędrzejowskim, w gminie Słupia.
W latach 1975–1998 miejscowość należała administracyjnie do województwa kieleckiego.